# Julie Piga
Julie Piga (Lyon, 12 januari 1998) is een Frans-Italiaans voetbalspeelster. Ze speelt als verdediger voor AC Milan in de Serie A.

## Clubcarrière
Piga kwam uit voor het -19 team van Olympique Lyon alvorens ze in het seizoen 2016/17 werd overgeheveld naar het eerste elftal van de Franse club. Op 21 mei 2016 maakte ze haar de uur in de Division 1 door in de 59ste minuut in te vallen voor Estelle Cascarino in een 1-1 gelijkspel tegen Montpellier HSC. Ze tekende later dat jaar haar eerste profcontract bij Olympique Lyon.
In januari 2017 werd Piga verhuurd aan Grenoble Foot.. Voorafgaande aan het seizoen 2017/18 maakte ze de definitieve overstap naar de club in de Franse Alpen. Na twee en halfjaar ging ze een nieuwe uitdaging aan bij FC Fleury. Met deze club wist Piga te promoveren naar de Division 1.
Sinds het seizoen 2023/24 komt Piga in Italië uit voor AC Milan.

## Statistieken
| Seizoen | Club      | Land      | Competitie | Wedstrijden | Doelpunten |
| ------- | --------- | --------- | ---------- | ----------- | ---------- |
| 2020/21 | FC Fleury | Frankrijk | Division 1 | 20          | 1          |
| 2021/22 | FC Fleury | Frankrijk | Division 1 | 21          | 2          |
| 2022/23 | FC Fleury | Frankrijk | Division 1 | 22          | 4          |
| 2023/24 | AC Milan  | Italië    | Serie A    | 22          | 0          |
| 2024/25 | AC Milan  | Italië    | Serie A    | 26          | 2          |
| Totaal  | Totaal    | Totaal    | Totaal     | '111        | 9          |

Laatste update: 6 juli 2025

## Interlandcarrière
Als jeugdinternational doorliep Piga alle Franse jeugdelftallen. Voor het seniorenteam switchte ze naar Italië. Op 6 juni 2023 werd Piga voor het eerst geselecteerd voor Italië door bondscoach Milena Bertoli.
Piga maakte op 25 oktober 2024 haar debuut voor het Italiaanse nationale team in een wedstrijd tegen Malta.
Op 24 juni 2025 werd Piga opgenomen in de Italiaanse selectie voor op het EK 2025 in Zwitserland.